# Queckbrunnen

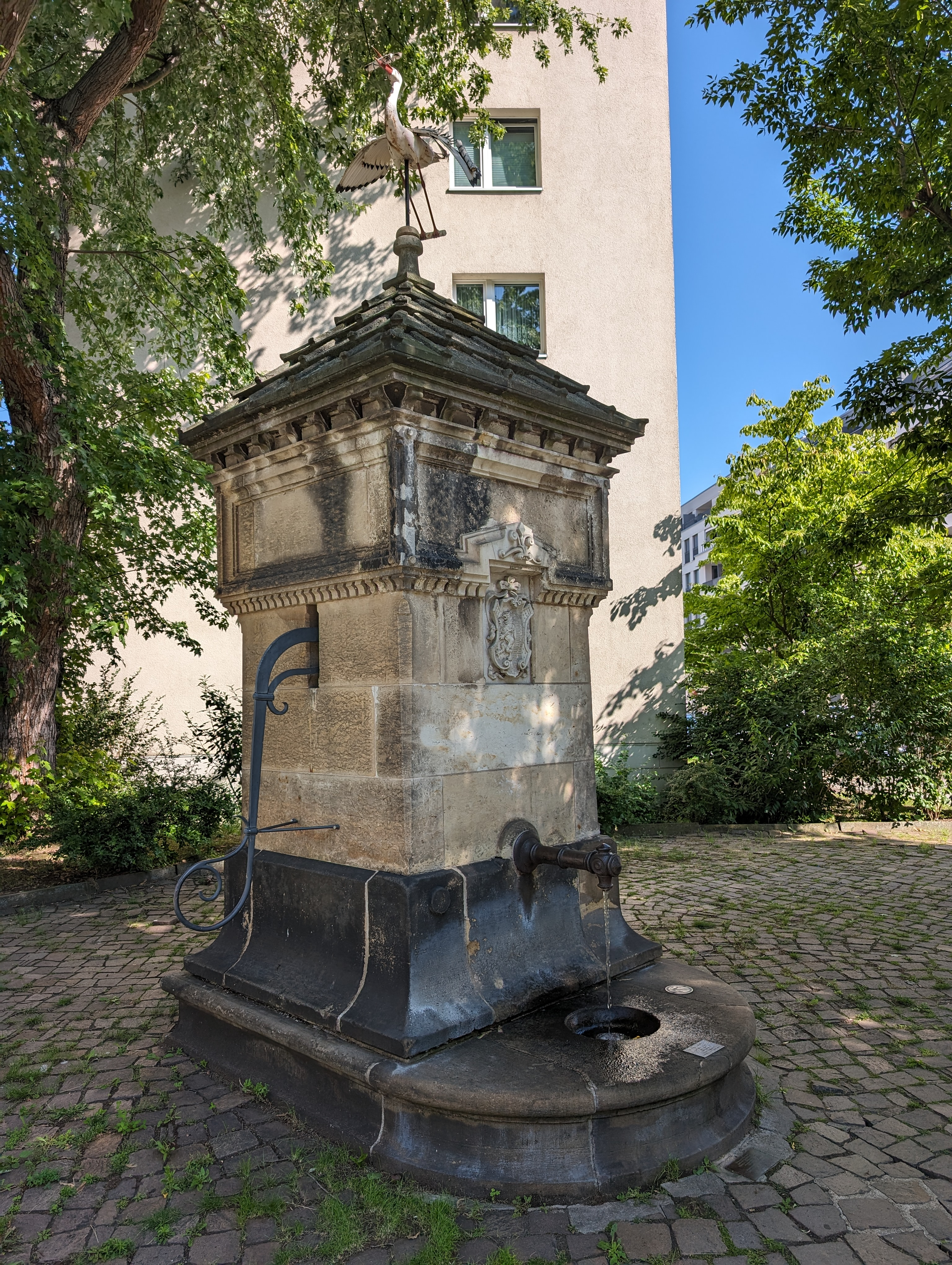
Queckbrunnen

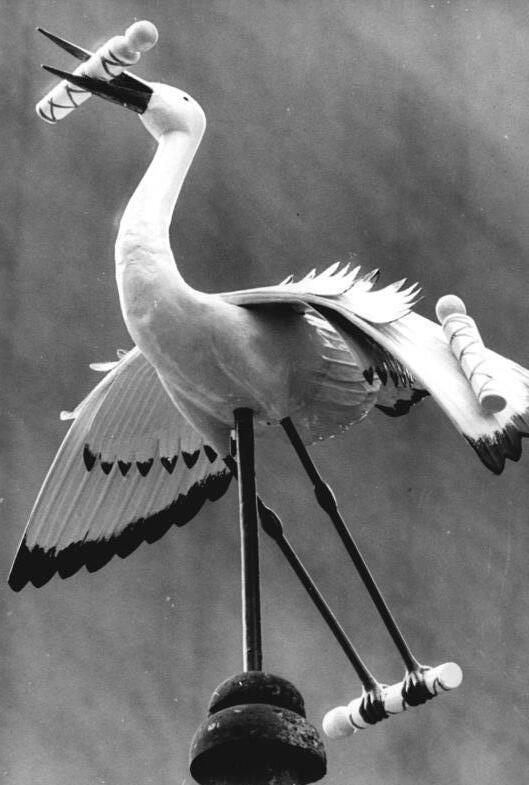
Storchenfigur auf dem Brunnen

Der Queckbrunnen oder auch Queckborn ist ein historischer Brunnen in Dresden, der an der Hertha-Lindner-Straße in der Wilsdruffer Vorstadt steht. Er gehört zu den ältesten Brunnen der Stadt. 

## Aussehen
Der Queckbrunnen besteht aus einem viereckigen, 3,6 Meter hohen Sandsteinbrunnenhaus. Der obere Teil des Brunnenhauses ist aus hellem Sandstein, der Sockelbereich aus einem dunklen Stein gefertigt. Das Brunnenhaus hat ein spitz zulaufendes Ziegeldach. Die Gesamthöhe des Brunnens beträgt 4,5 Meter. Der Brunnensockel hat eine Grundfläche von 2,73 mal 1,95 Metern, während der Grundriss des Brunnenhauses in der mittleren Höhe 1,35 mal 1,35 Meter misst. Um den Brunnen befindet sich ein gepflasterter Untergrund. Der Platz ist von Vegetation umgeben. 
Der obere Teil des Brunnenhauses unterhalb des Daches zeigt eine detaillierte Gestaltung. Direkt unter dem Dach ist ein Fries sichtbar, der eine Balkenkonstruktion andeutet. Darunter befinden sich eingearbeitete, rechteckige Flächen, die zu früheren Zeiten als Rahmen für weitere Verzierungen oder Inschriften dienten.
Die Vorderseite des Brunnens ziert ein Relief des Dresdner Wappens, unter dem sich ein eisernes Wasserauslaufrohr befindet. An der linken Seite des Brunnens ist ein markanter, geschwungener Griff angebracht, der zu früheren Zeiten vermutlich zur manuellen Wasserentnahme diente. Dieser Griff ist aus Metall gefertigt und zeigt eine einfache, funktionale Gestaltung. An der Rückseite des Queckbrunnens befindet sich eine massive hölzerne Tür, die einen Zugang zum Inneren des Brunnens, vermutlich für Wartungszwecke, ermöglicht. 
Auf der Dachspitze befindet sich eine dekorative Storchenfigur, die Wickelkinder im Schnabel, in den Fängen und auf den Flügeln trägt, was ein charakteristisches Merkmal des Queckbrunnens ist. Auffallend sind die Wickelkinder, die auf den Flügeln des Storches ruhen. Dies ist eine ungewöhnliche und einzigartige Gestaltung. Der Storch scheint in die Höhe zu steigen. Er hat einen langen Hals und ausgebreitete Flügel. Die Figur ist detailliert ausgearbeitet, wobei die Federn und jede Wickelkind-Bündelung sorgfältig dargestellt sind. 

## Geschichte
Der Queckbrunnen ist einer der ältesten Brunnen Dresdens und wurde erstmals 1461 urkundlich erwähnt. 
Ursprünglich befand er sich auf einer Viehweide 400 Meter nordwestlich des Wilsdruffer Tors und diente der Wasserversorgung der Gerbergemeinde. 
Der Name „Queck“ stammt möglicherweise vom mittelniederdeutschen Wort für Vieh („quek“), was auf die ursprüngliche Funktion des Queckbrunnens als Viehtränke hinweisen könnte. Die überwiegende Meinung in der Literatur leitet den Namen vom mittelhochdeutschen Wort „quec“ ab, das „munter, lebendig, frisch“ bedeutet.
Nach einer Legende holt der Storch die Kinder aus dem Queckbrunnen und bringt sie zu den Familien. Diese Legende ist Teil einer weit verbreiteten Erzähltradition in vielen Kulturen, die besagt, dass Störche Neugeborene zu den Eltern bringen. In der religiösen und volkstümlichen Symbolik steht der Storch für Fruchtbarkeit, Neuanfang und Glück. Er verbindet die Natur mit dem Glauben und wurde oft als Bote des Himmels angesehen. Die Vorstellung, dass der Storch die Kinder bringt, diente auch dazu, den Ursprung von Babys auf eine märchenhafte und kindgerechte Weise zu erklären. 
Eine weitere Legende besagt, dass das Wasser des Queckbrunnens unfruchtbaren Frauen zu Fruchtbarkeit verhelfen soll. Frauen, die sich Kinder wünschten, suchten den Brunnen auf, um von seiner vermeintlichen wundersamen Kraft zu profitieren. Es ist mit einiger Wahrscheinlichkeit anzunehmen, dass sich am Standort des Queckbrunnens bereits vor dem Jahr 1512 eine Art Kapelle oder zumindest eine Halle mit einem Gnadenbild im Sinne des zur damaligen Zeit vorherrschenden Marienkults befand. Die christliche Kirche nutzte den Marienkult, um frühere Naturglauben und heidnische Praktiken zu verdrängen, indem sie bekannte Symbole und Rituale in den christlichen Kontext integrierte. Dieser Prozess wird als Synkretismus bezeichnet und spielte eine zentrale Rolle bei der Verbreitung und Akzeptanz des Christentums in Europa. In vielen vorchristlichen Kulturen wurde der Storch als Symbol der Fruchtbarkeit und des Familienglücks verehrt. Der Vogel galt als heilig und wurde oft mit Göttern und Göttinnen der Fruchtbarkeit in Verbindung gebracht. Die christliche Kirche nutzte diese Assoziationen, indem sie den Storch in die christliche Ikonographie einband. Sie verband die heidnische Symbolik des Storches direkt mit der christlichen Verehrung der Jungfrau Maria und der Vorstellung der Fruchtbarkeit. Dieses Gnadenbild der Jungfrau Maria stand über dem Mundloch der ausströmenden Quelle und symbolisierte die Präsenz und den Segen der Jungfrau Maria. Die Jungfrau Maria wurde im Volksglauben als Helferin und Fürsprecherin in allen Nöten und Krankheiten angesehen. Das Gnadenbild sollte die Kräfte des Wassers verstärken und den Gläubigen als sichtbares Zeichen der göttlichen Gnade dienen. Solche Einrichtungen waren im südlichen Europa an Brunnen mit wundersamer Wirkung nicht ungewöhnlich. Es wird angenommen, dass diese frühe Kapelle der „Mutter Gottes am Queckbrunnen“ sich bereits früh großer Beliebtheit erfreute und ähnlich angesehen war wie andere bekannte Wallfahrtsorte, wo Frauen hingingen, um Fruchtbarkeit zu erlangen. Der Zulauf zu dieser frühen religiösen Stätte trug dazu bei, dass die Legende um den Queckbrunnen und seine wundersamen Kräfte entstand und verbreitet wurde.
Aufgrund der Beliebtheit des Brunnens und der damit verbundenen Sage, dass sein Wasser unfruchtbare Frauen fruchtbar machen könne, erteilte Bischof Johann von Saalhausen zu Meißen im Jahr 1512 die Erlaubnis zum Bau einer neuen Wallfahrtskapelle zu Unserer Lieben Frauen Queckborn. Diese Entscheidung erfolgte auf Ersuchen des Dresdner Plebans, Dr. Peter Eisenberg und des Dresdner Stadtrats. Der Bau der Queckbornkapelle vor dem Wilsdruffer Tor wurde im Jahr 1514 von Herzog Georg von Sachsen genehmigt. Die christliche Kirche förderte gezielt Wallfahrtsorte wie den Queckbrunnen, wo die Gläubigen auf die Fürsprache Marias hofften. Diese Orte übernahmen die Funktionen der alten heidnischen Kultstätten, boten aber eine christliche Interpretation der Heil- und Fruchtbarkeitswunder. Darüber hinaus stellten Wallfahrtskirchen eine bedeutende Geldeinnahmequelle für die Kirche dar. Die neue Kapelle wurde 1514 fertiggestellt und zog zahlreiche Pilger an. Im Zuge der Errichtung der neuen Kapelle wurde auch das Brunnenhaus des Queckborns aus Stein gebaut. Der starke Zulauf der Gläubigen zur Kapelle führte jedoch zu wirtschaftlichen Konflikten, da hierdurch die Einkünfte der Dresdner Kreuzkirche beeinträchtigt wurden. Insbesondere der Brückenmeister Hans von Kartagk wies darauf hin, dass die Almosen nun zu großen Teilen zur Wallfahrtskapelle abflossen und somit ein Defizit in der Brückenkasse entstand. Aufgrund dieser wirtschaftlichen Bedenken wendete sich Herzog Georg von Sachsen mit seinem herzoglichen Gesandten, Dr. Nikolaus Kieseling an den Papst und bat darum, die Wallfahrtskapelle wieder zu entfernen oder zu mindestens deren Einkünfte ohne Abzug für den Bischof und Pfarrer dem Brückenvermögen zufließen zu lassen. Zunächst wurde der Bitte entsprochen, die Einkünfte der Queckbornkapelle zum geistlichen Brückenamte zufließen zu lassen. Dies schien jedoch nicht die erhoffte Wirkung zu haben, da Herzog Georg von Sachsen später einen zweiten Botschafter, Dr. Hermannsdorf nach Rom sandte, der schließlich von Papst Leo X. die Kassationsbulle erlangte, die die Schließung der Kapelle im Jahr 1521 zur Folge hatte. Daraufhin verwaiste die Kapelle und das Wasser des Queckbrunnens diente fortan nur noch den Bewohnern ohne den früheren wunderwirkenden Einfluss.
Der Brunnen wurde mehrfach verändert und renoviert, so in den Jahren 1514, 1745, 1783, 1824 und 1977. 
Wann der Queckbrunnen erstmals eine Storchenfigur erhielt, ist unbekannt. In der Zeitschrift 'Curiosa Saxonica' aus dem Jahr 1733 wird bereits eine Storchenfigur erwähnt. Nachdem die frühere Storchenfigur während der Zeit des Großen Nordischen Kriegs abhandengekommen war, wurde am 24. März 1734 eine neue Storchenfigur auf das Brunnenhaus gesetzt, die dem heutigen Aussehen entsprach. 1945 wurde die Storchenfigur erneut beschädigt und 1968 von Alfred Hörnig neu geschaffen.
Ursprünglich in der Straße „Am Queckbrunnen“ gelegen, wurde der Brunnen 1965 an seinen heutigen Standort verlegt und an das städtische Wassernetz angeschlossen. 

## Trivia
Der Queckbrunnen zählt zu den Wahrzeichen der Stadt, die sich Handwerksgesellen auf der Walz in Dresden einprägen mussten.

## Galerie

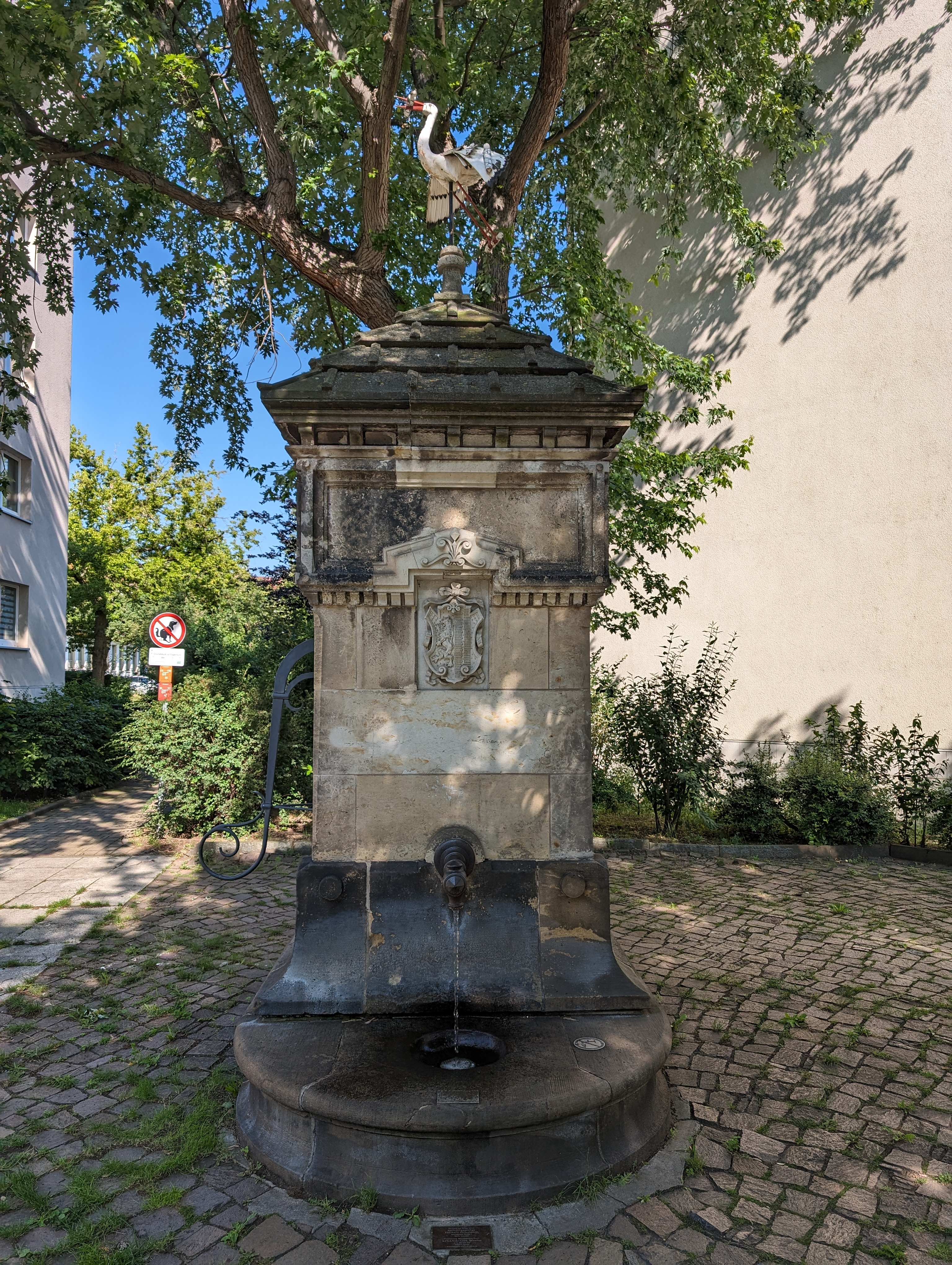
Frontansicht
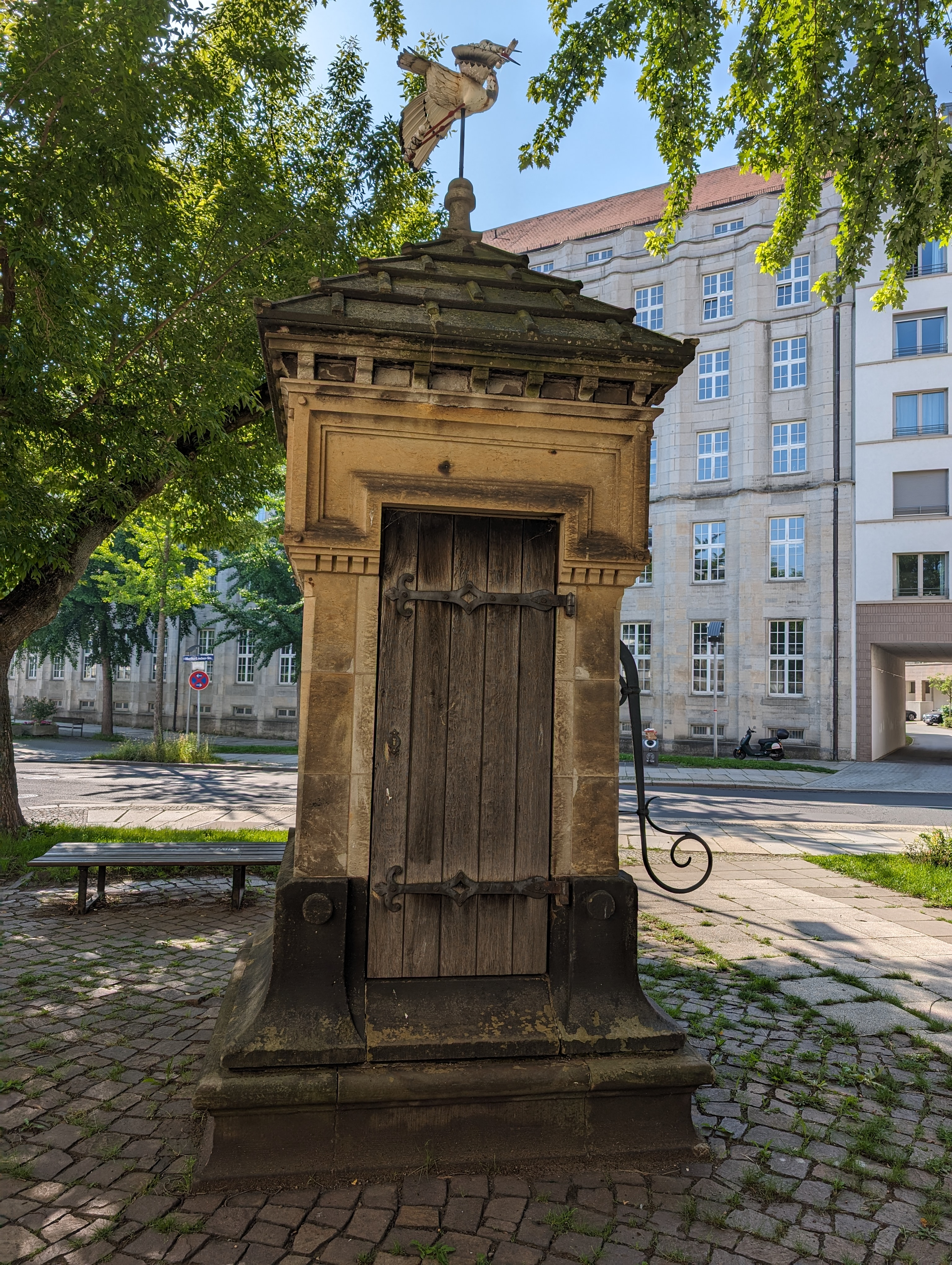
Rückseite
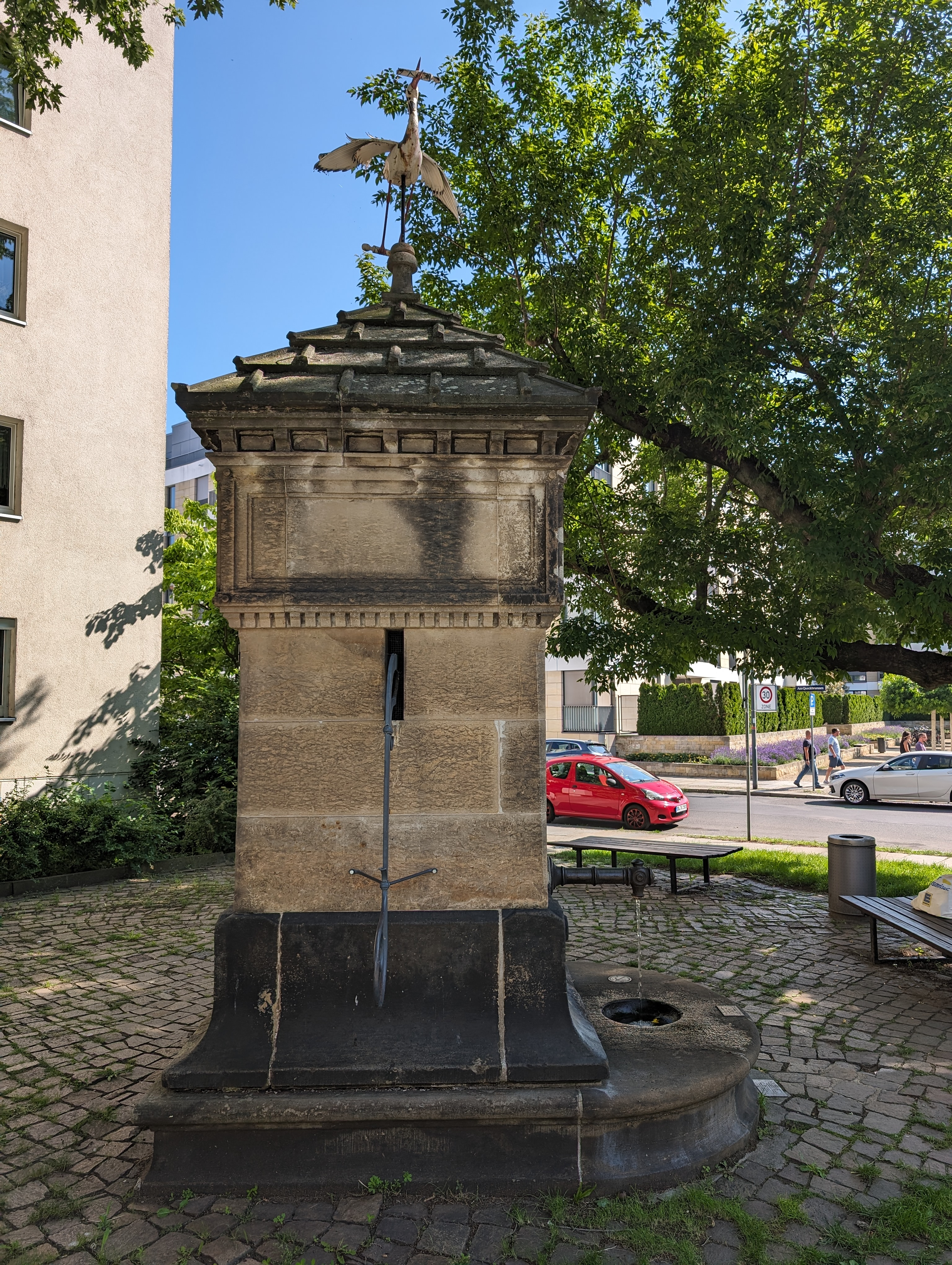
Linke Seite
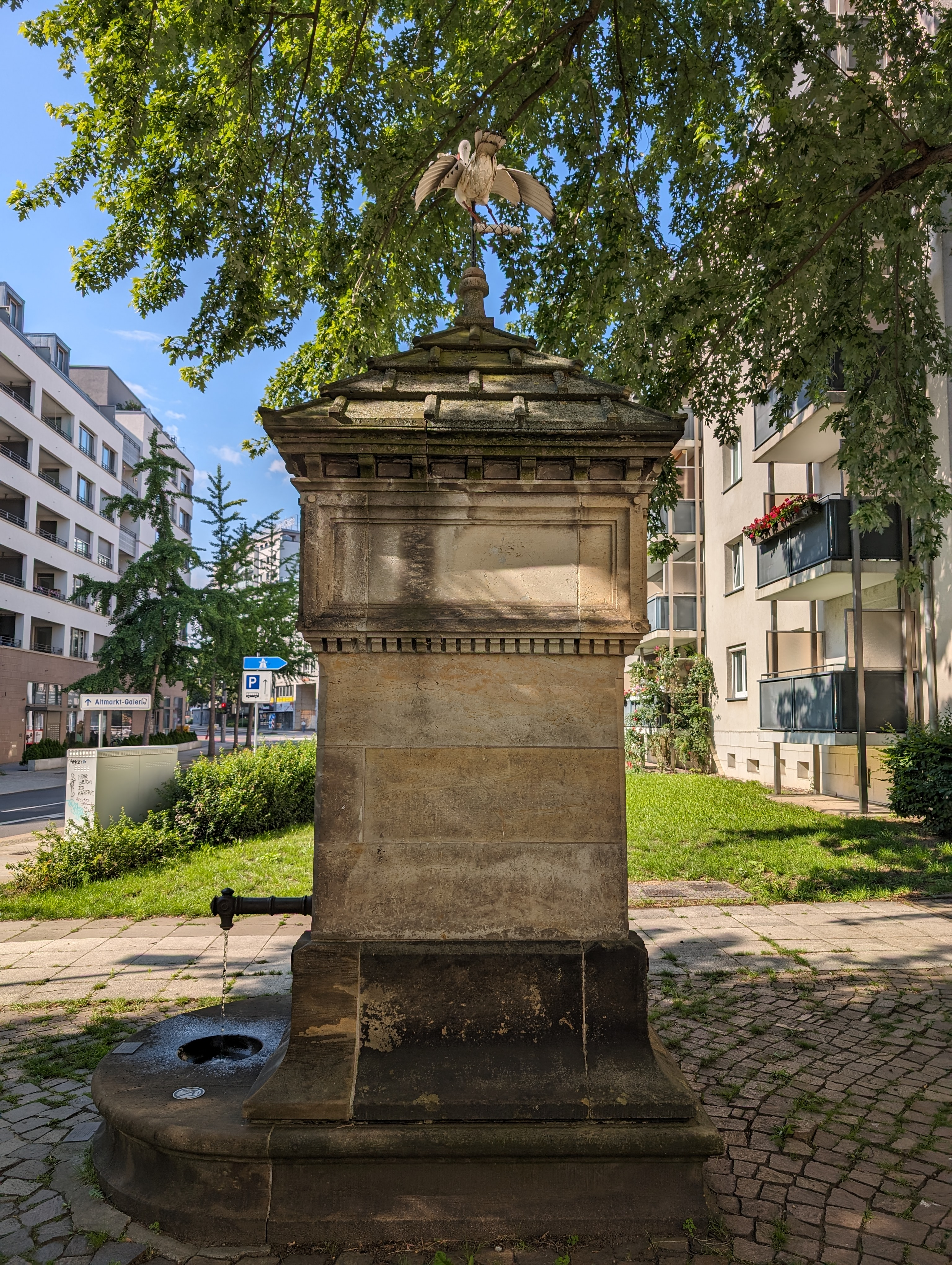
Rechte Seite
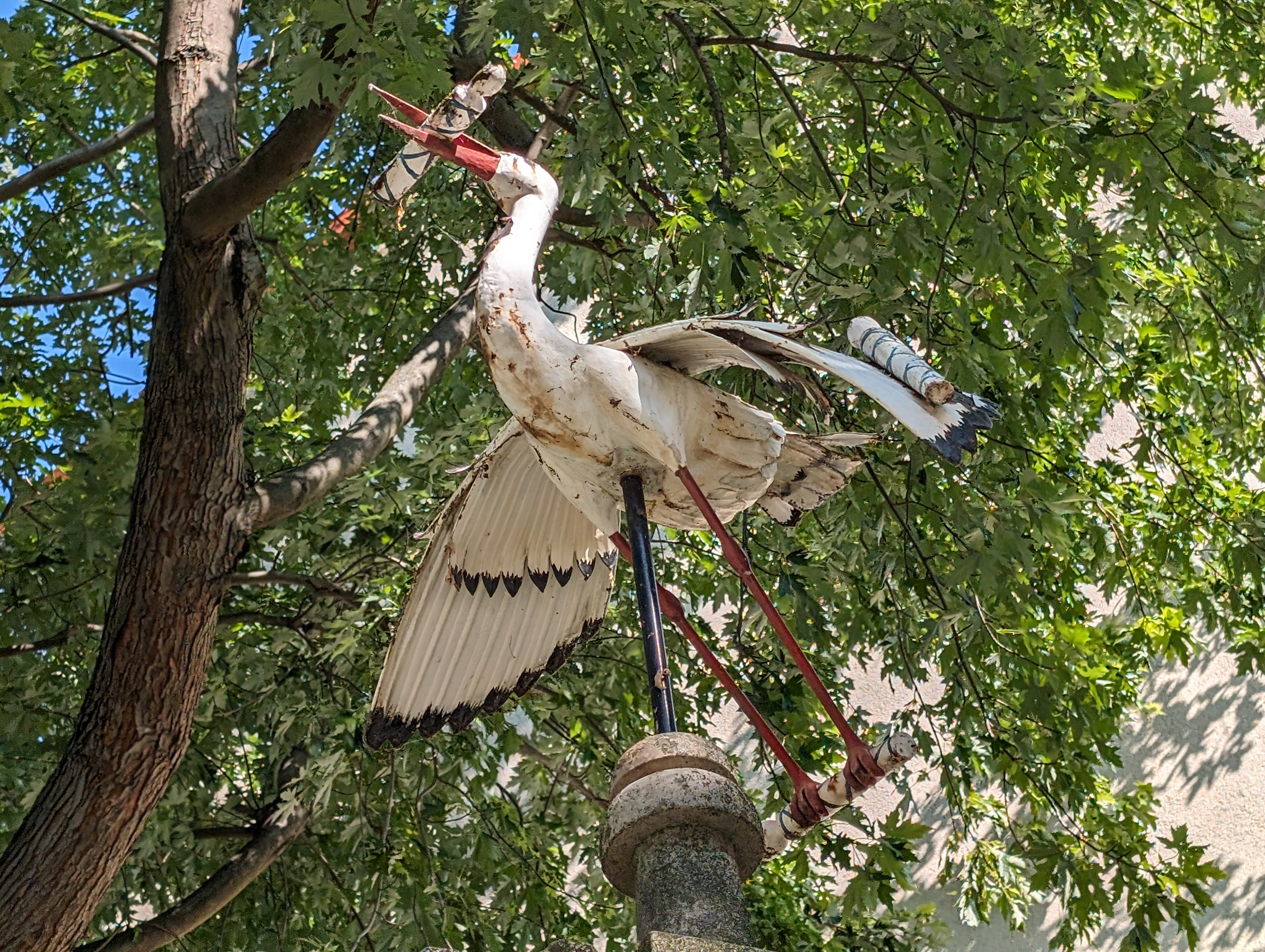
Storch auf der Brunnenspitze
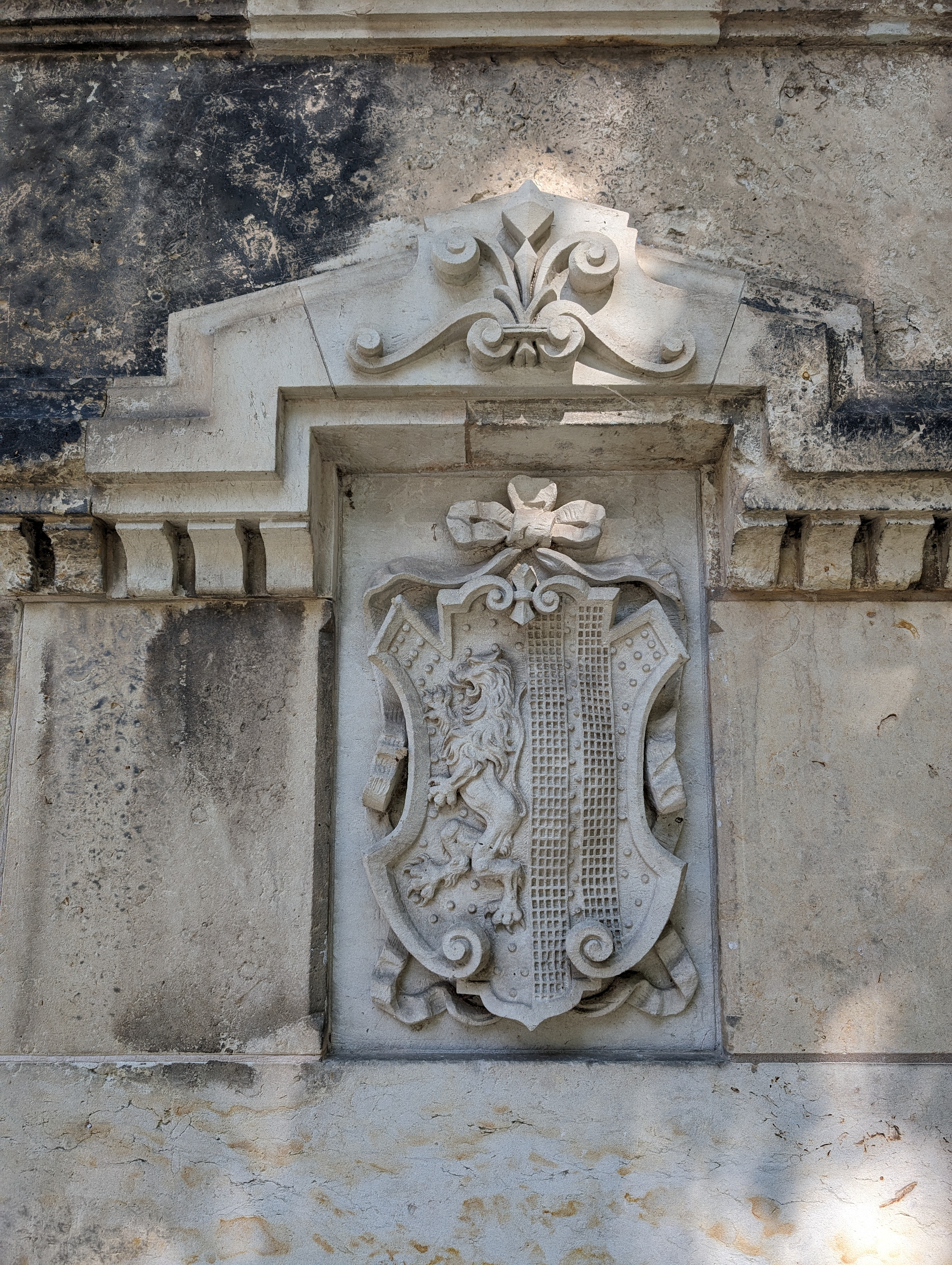
Stadtwappen

### Ältere Darstellungen des Queckbrunnens

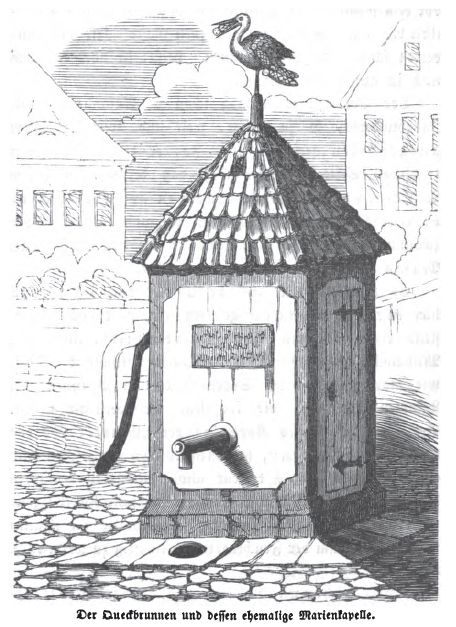
Darstellung aus dem Jahr 1858
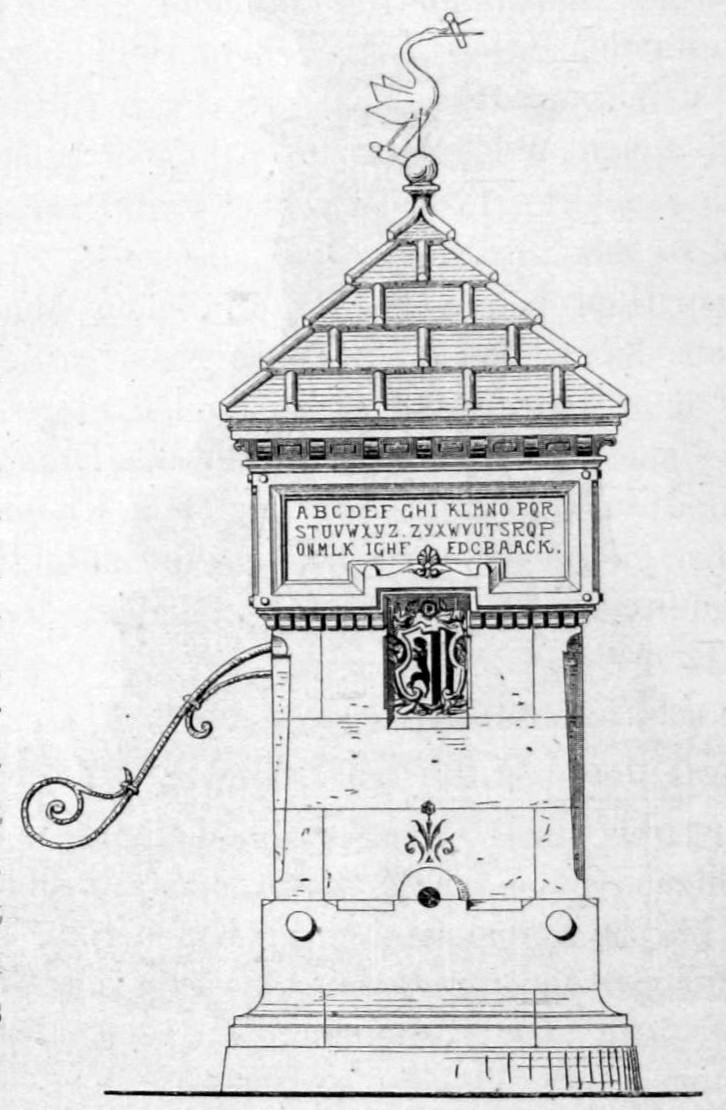
Ansicht 1878
Postkarte von 1909
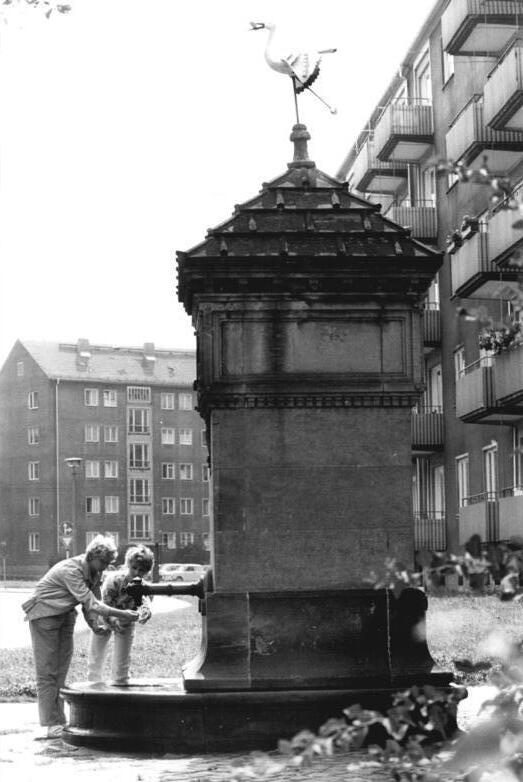
Foto aus dem Bundesarchiv, 1986

### Historische Lage des Queckbrunnens

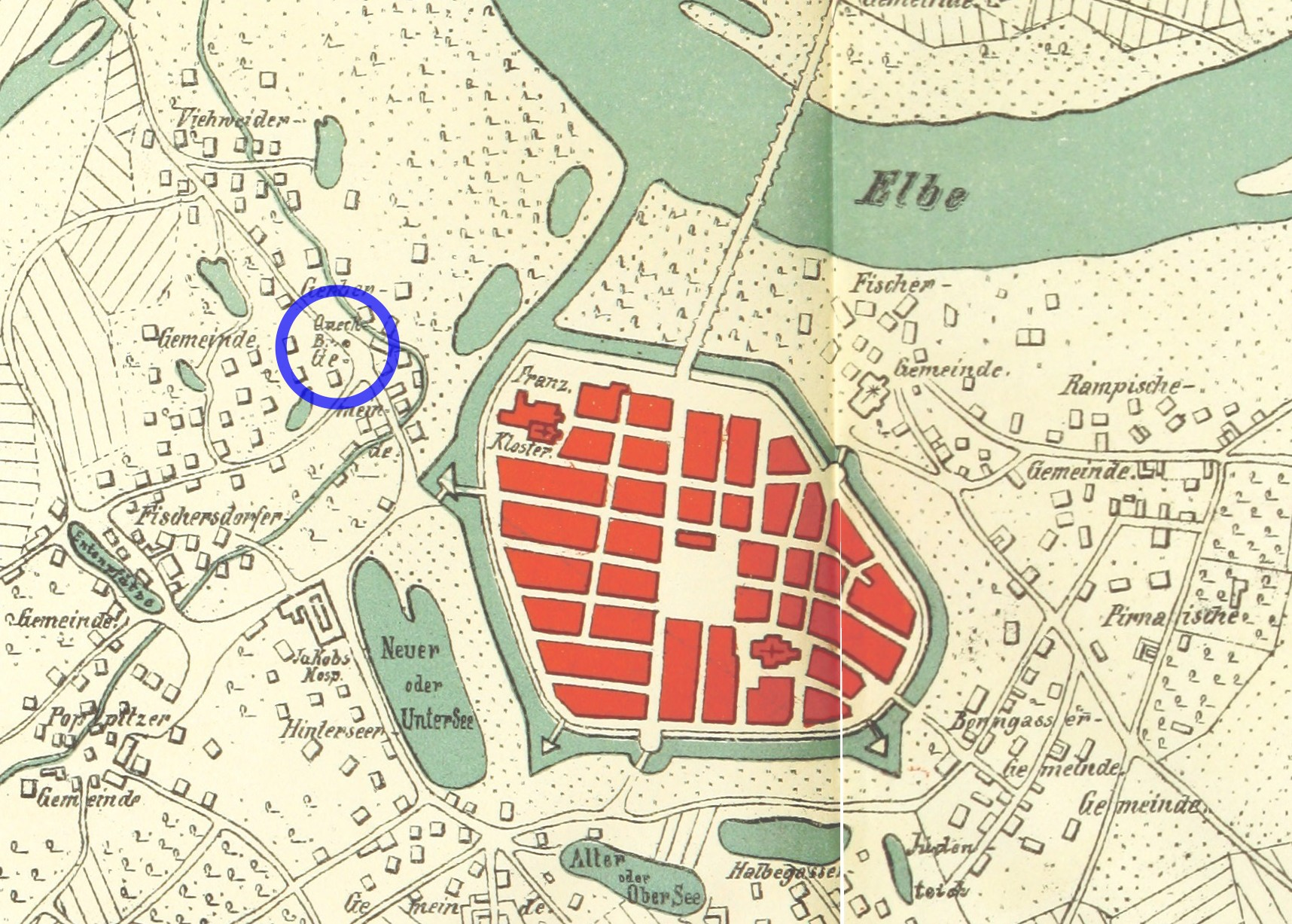
Hervorgehobe Lage des Queckbrunnens in Dresden um 1720.
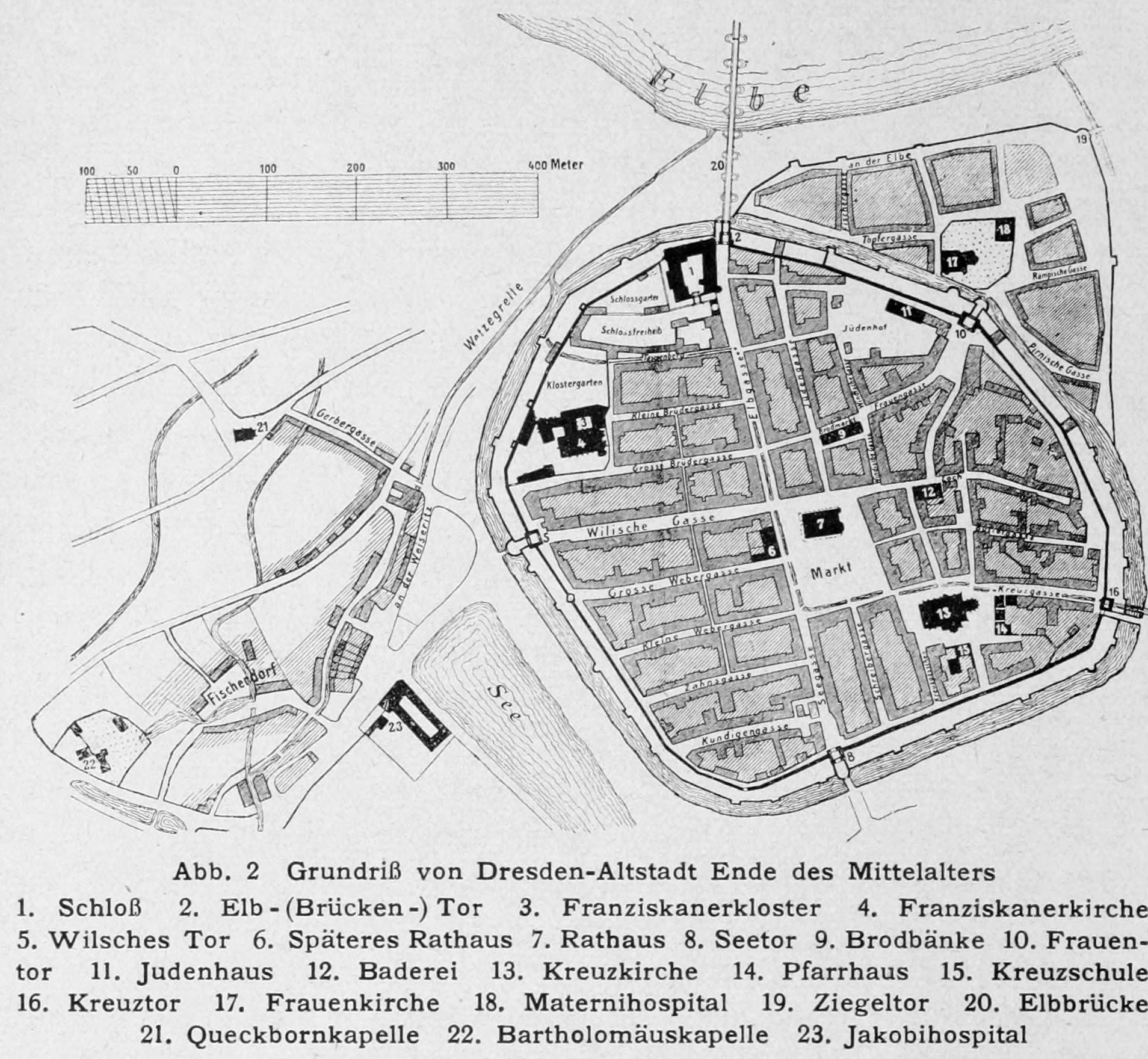
Karte von Dresden zwischen 1514 und 1521 mit der Queckbornkapelle (Nr. 21)
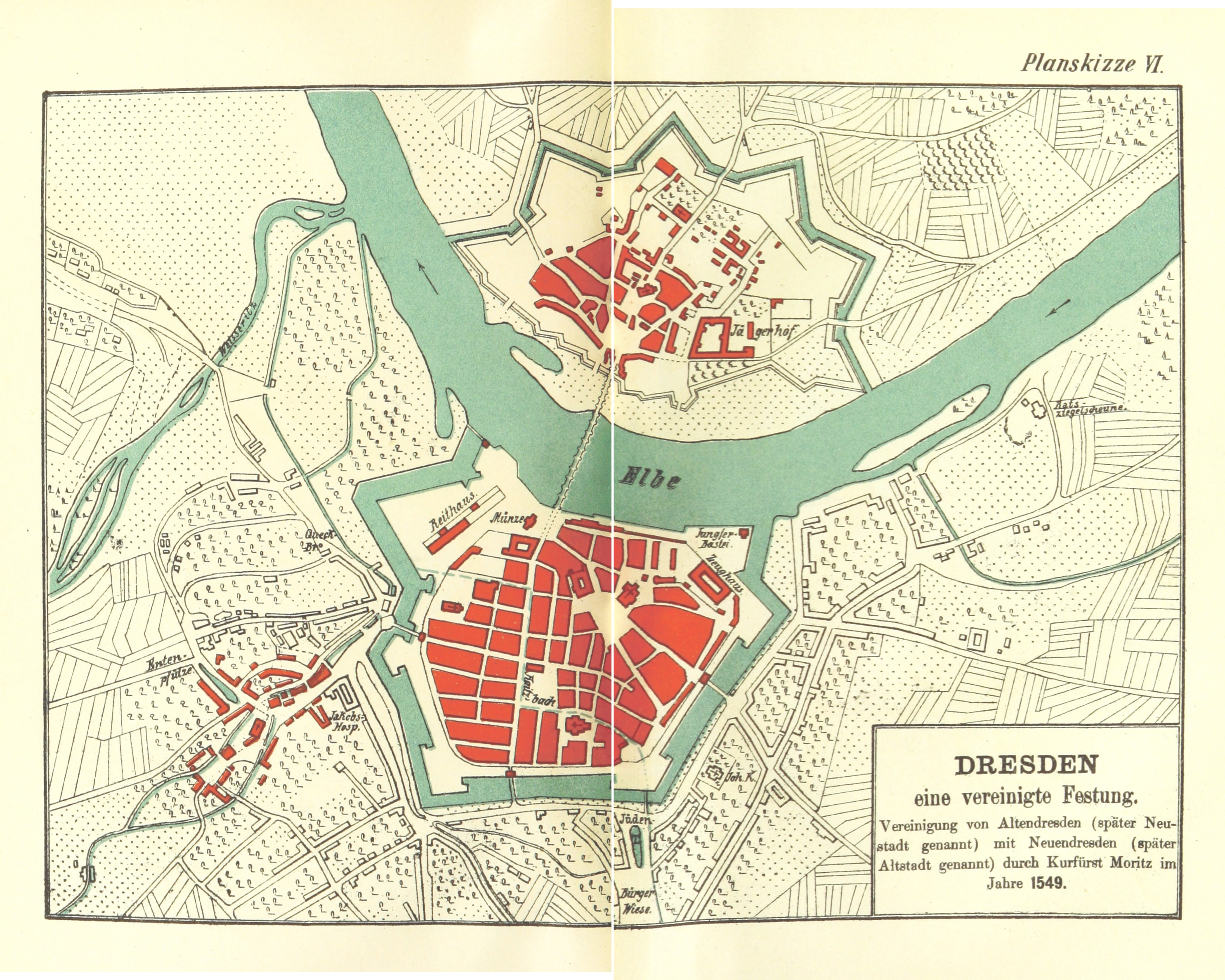
Karte von Dresden 1549 mit dem Queckbrunnen vor der Stadt
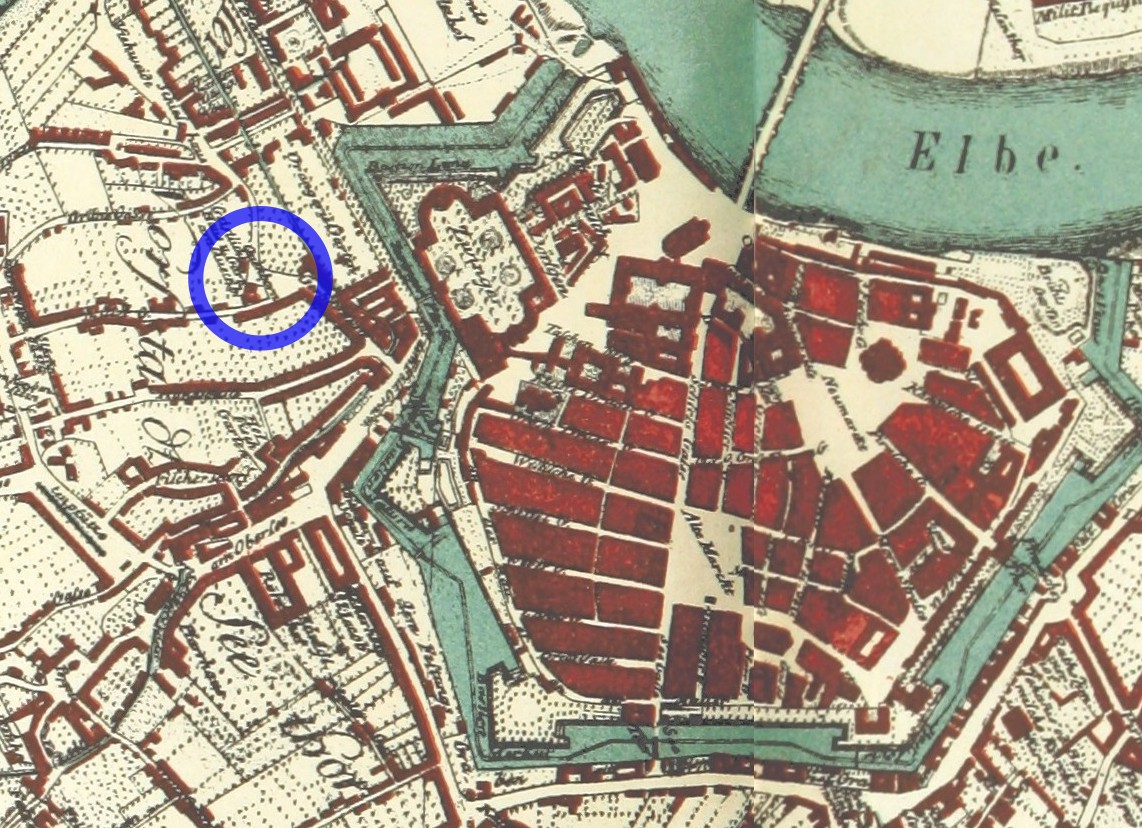
Hervorgehobene Lage des Queckbrunnens im Plan von Dresden, ca. 1750
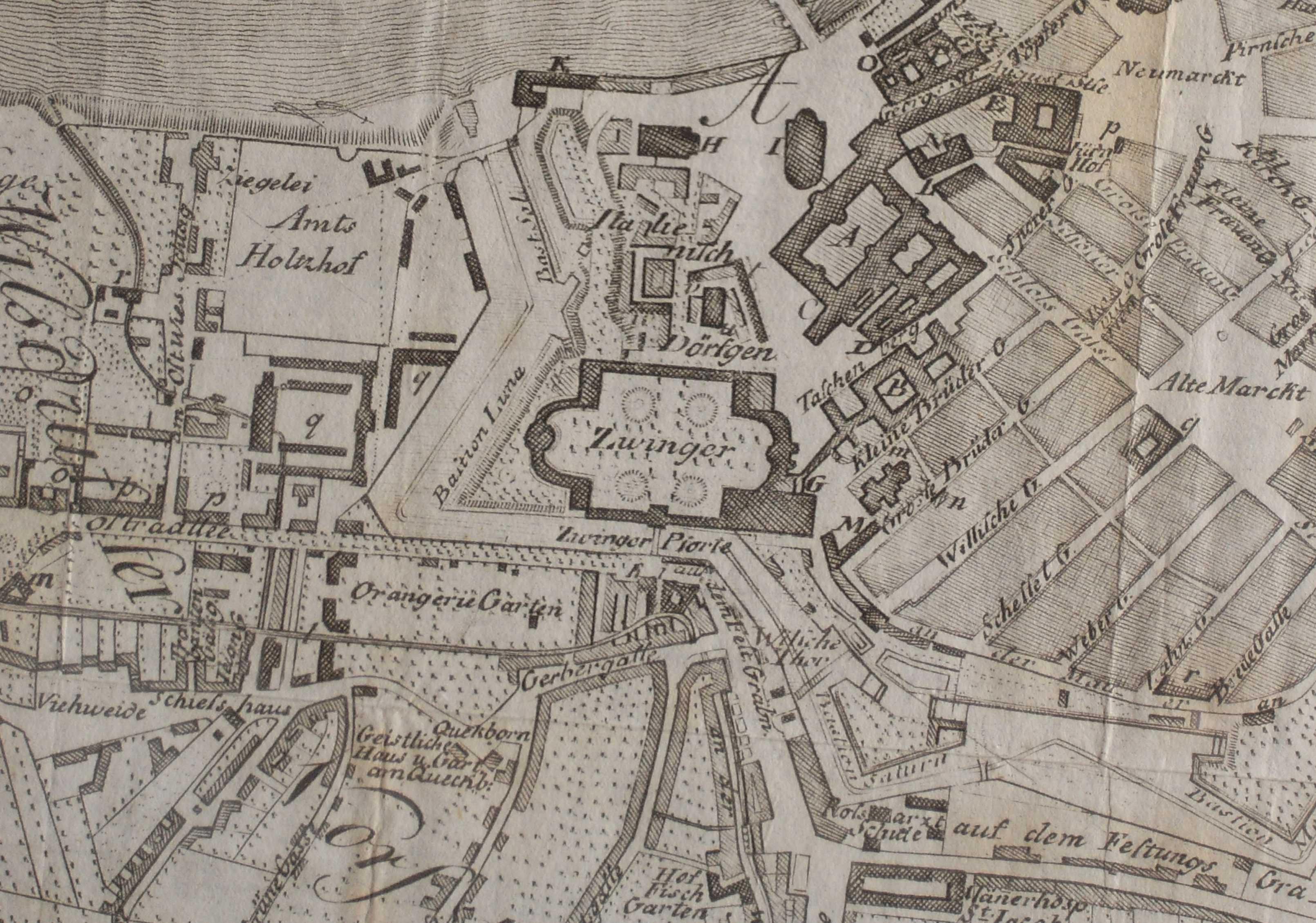
Stadtplan von Dresden 1809 mit Quekborn [sic!] südlich der Orangerie Garten